# Idioma oksapmin
El oksapmin es una lengua papú hablada en el distrito de Telefomin en la provincia de Sandaun en Papúa Nueva Guinea. La lengua tiene dos dialectos suficientemente diferentes para ocasionar algunos problema de inteligibilidad mutua.

## Clasificación
El oksapmin ha sido considerado por algunos autores como una lengua aislada, y por otros como una lengua emparentada con las lenguas ok y por tanto como parte de las lenguas trans-neoguineanas. Stephen Wurm (1975) y Malcolm Ross (2005) consideran que es una lengua aislada, y consideran que las similitudes con las lenguas ok son interpretadas por estos autores como el efecto de préstamos lingüísticos. Sin embargo, Loughnane (2009) and Loughnane and Fedden (2011) demostró de manera convincente que existe un parentesco filogenético con las lenguas ok.

## Descripción lingüística

### Fonología
Existen siete vocales fonológicamente distintivas /i e ə a o ʉ u/ y un diptongo /ai/. El inventario consonántico vienen dado por:
|               |             | Bilabial | Alveolar | Palatal | Velar | Velar |
| No-redondeada | Redondeada  | Bilabial | Alveolar | Palatal |       |       |
| ------------- | ----------- | -------- | -------- | ------- | ----- | ----- |
| Oclusiva      | Sorda       | p        | t        |         | k     | kʷ    |
| Oclusiva      | Sonora      | b        | d        |         | ɡ     | ɡʷ    |
| Fricativa     | Fricativa   |          | s        |         | x     | xʷ    |
| Nasal         | Nasal       | m        | n        |         | ŋ     | ŋʷ    |
| Vibrante      | Vibrante    |          | ɾ        |         |       |       |
| Aproximante   | Aproximante |          |          | j       |       | w     |

### Tono
El oksapmin tienen un contraste fonológico entre dos niveles de tono: alto y bajo.